# Златановић
Златановић је српско презиме. Значајни људи са овим презименом су:
- Арсеније Златановић (1989), тенисер
- Игор Златановић (1998), фудбалер